# زن چپ‌دست
زن چپ‌دست (آلمانی: Die linkshändige Frau) یک فیلم درام آلمانی به کارگردانی پیتر هانتکه و تهیه‌کنندگی ویم وندرس است که در سال ۱۹۷۸ منتشر شد. این فیلم در جشنواره فیلم کن ۱۹۷۸ به نمایش درآمد.

## گزیدهٔ بازیگران
- ادیت کلفر
- برونو گانتس
- برنهارد مینتی
- برنهارد ویکی
- آنگلا وینکلر
- رودیگر فوگلر
- مایکل لونزدل
- ژانی هولت
- ژرار دوپاردیو
- کارمن روسو